# Rassemblement démocratique de Mayotte
Pour les articles homonymes, voir Rassemblement démocratique.
Le Rassemblement démocratique de Mayotte est un parti politique mahorais favorable à l'indépendance.